# 広岡由里子
広岡 由里子（ひろおか ゆりこ、1965年5月31日 - ）は、日本の女優。千葉県出身。イイジマルームを経て、ノックアウト所属。

## 来歴
1987年に劇団東京乾電池の一員としてデビューし、1999年の退団まで、ほとんどの定期公演に出演した。当初は舞台活動が中心であったが、その後はテレビドラマや映画などへも活躍の場を広めた。

## 出演

### テレビドラマ

#### NHK
- ゆっくりおダイエット（1994年）
- 寺子屋ゆめ指南（1997年） - お豊（平太の母）
- 物書同心いねむり紋蔵（1998年） - おふさ
- 双子探偵（1999年） - 真木恭子
- 料理少年Kタロー（2001年） - 富子
- 連続テレビ小説
  - まんてん（2003年） - 田中ふみ子
  - つばさ（2009年） - 宇津木佑子
  - 半分、青い。（2018年） - 西園寺富子
  - エール（2020年） - ベルトーマス羽生
- 菊亭八百善の人びと（2004年） - さと
- 愛と友情のブギウギ（2005年） - 桜井桃江
- 時々迷々（2009年） - マコトの母
- 鎌倉河岸捕物控（2010年） - せつ
- クラシックミステリー 名曲探偵アマデウス（2010年） - 美島教子
- 江〜姫たちの戦国〜（2011年） - 旭
- ヒロシマ 復興を夢みた男たち（2013年）
- 生きたい たすけたい（2014年） - 八田沙織
- デザイナーベイビー - 速水刑事、産休前の難事件 -（2015年）
- 群青領域（2021年、NHK） - 花山満代

#### 日本テレビ
- 甘い生活。（1999年） - サト
- 夜逃げ屋本舗（1999年） - 大和さくら
- ナースマン（2002年） - 大河原の妻
- ぼくの魔法使い（2003年） - 金子知美
- めぐる未来（2024年1月18日 - 、読売テレビ） - 永代佳苗
- 離婚弁護士 スパイダー Season2 〜偽りと裏切り編〜 第1話 - 第3話（2025年2月8日 - 22日〈予定〉） - 宮田佳代[1]
- 火曜サスペンス劇場
  - 「救急指定病院 (テレビドラマ)6」（1996年） - 室井雪江

#### TBS
- 時間ですよ（1989年） - 花さん
- 家栽の人（1993年）
- ボクの就職（1994年）
- きのうの敵は今日も敵（1995年）
- 協奏曲（1996年）
- Dear ウーマン（1996年）
- 渡る世間は鬼ばかり 第3シリーズ 45話（1997年） - アパートの隣人
- ぐっどあふたぬ〜ん（1997年） - 磯野鈴代
- ケイゾク（1999年） - 下田百合子
- 百年の物語（2000年）
- 永遠の1/2（2000年） - 島田陽子
- オヤジぃ。（2000年）
- 砂の器（2004年） - 三木佐代子（三木の妻）
- ママは女医さん（2004年） - 波多野悦子
- タイガー&ドラゴン (テレビドラマ)（2005年） - 刈谷真弓
- ガチバカ!（2006年）
- トリプル・キッチン（2006年）
- 大好き!五つ子Go²!!（2006年） - 飯島ゆかり
- 銭湯の娘!?（2006年） - 真中常子
- 特急田中3号（2007年） - 桃山沙織
- 3年B組金八先生（2007年） - 里中恵美
- 小公女セイラ（2009年） - 小沼日出子
- ハンチョウ〜神南署安積班〜（2010年） - 大滝美枝
- GM〜踊れドクター（2010年） - 平純江
- 99年の愛〜JAPANESE AMERICANS〜（2010年） - 岡田ひろ
- MONSTERS（2012年） - 杉山ハツ子
- 月曜ドラマスペシャル
  - 「探偵 左文字進」（1999年）
- 月曜ミステリー劇場
  - 「早乙女千春の添乗報告書」（2003年） - 平田貞子
  - 「おばさん会長・紫の犯罪清掃日記 ゴミは殺しを知っているシリーズ」（2004年） - 酒井幸子
- 月曜名作劇場
  - 「税務調査官・窓際太郎の事件簿31」（2016年） - 丸山看護師

#### フジテレビ
- 神谷玄次郎捕物控（1990年）
- 御家人斬九郎（1997年） - 女郎・小鶴
- リング〜最終章〜（1999年）
- OUT〜妻たちの犯罪〜（1999年）
- ナースのお仕事（2000年） - 今川道代
- カバチタレ!（2001年）
- 盤嶽の一生（2002年） - おりん
- 赤ひげ（2002年） - おかつ
- クニミツの政（2003年） - 花窪良枝
- ビギナー（2003年） - 堀池澄子
- ダイヤモンドガール（2003年） - 佐久間百合
- 犬神家の一族（2004年）
- ほんとにあった怖い話（2004年） - 近藤広子
- 花嫁とパパ（2007年） - 都筑聡子
- 暴れん坊ママ（2007年） - 金井幸子
- 霧に棲む悪魔（2011年） - 萩尾美知子
- 家族のうた（2012年） - 近藤佳美
- モメる門には福きたる（2013年） - 山田光子
- 健康で文化的な最低限度の生活（2018年） - 水原典子
- 金曜エンタテイメント
  - 「京都祇園入り婿刑事事件簿11」（2004年） - 丸山典子
- 赤と黒のゲキジョー
  - 「黒い看護婦」（2015年） - 配膳係

#### テレビ朝日
- 運命の恋人（1997年） - 大場香
- オヤジ探偵（2000年） - 梶谷好恵
- はみだし刑事情熱系（2000年） - 山崎里子
- ココだけの話（2001年）
- 安楽椅子探偵（2003年） - 笛吹律
- はみだし刑事情熱系（2003年） - 並木多加子
- 白虎隊（2007年） - 永瀬くら子
- ティッシュ。（2007年）
- 警視庁継続捜査班（2010年） - 徳永晴海
- 相棒（2011年） - 桑原修子（川野辺修子）
- ホンボシ〜心理特捜事件簿〜（2011年） - 平田浪江
- Wの悲劇（2012年） - 木村志乃
- 必殺仕事人2013（2013年） - 松原屋加代
- スペシャリスト（2016年） - 山本美沙
- 土曜ワイド劇場
  - 「女教師殺し」（1995年） - 島本百合
  - 「温泉若おかみの殺人推理」（2000年） - 中村ヨリコ
  - 「渡り番頭・鏡善太郎の推理」（2005年） - 三好律子
  - 「おかしな刑事」（2005年） - 沢田絹子
  - 「刑事・野呂盆六」（2008年） - 田辺きよ美
  - 「新聞記者 鶴巻吾郎の事件簿」（2008年） - 脇田桜
- 科捜研の女
  - Season 17 第3話（2017年） - 水野昌江
  - Season 19 第32話（2020年） - 真木英子
- 法医学教室の事件ファイル46（2019年） - 安藤絹香

#### テレビ東京
- ハッピー 愛と感動の物語（1999年）
- 松本清張特別企画・わるいやつら（2001年） - 横武たつ子
- 竜馬がゆく（2004年） - いと
- Cafe吉祥寺で（2008年） - 鈴木花子
- 孤独のグルメ Season4 第2 話 （2014年7月16日） - 笹川仁美 役
- 水曜ミステリー9
  - 　夏樹静子サスペンス・湖に佇つ人「鬼の棲む老舗旅館」（2009年1月28日） - 青木定子 役[2]
  - 「多摩南署たたき上げ刑事・近松丙吉13」（2015年） - 糸山千草
- セトウツミ（2017年） - ジェリー

#### WOWOW
- 0.5の男（2023年） - 玉虫の母
- 塀の中の美容室（2025年放送予定） - 二村[3]

### その他の番組
- オールスター感謝祭（2009年10月3日）

### 配信ドラマ
- 季節のない街（2023年8月9日、ディズニープラス『スター』） - 妙子[4]

### 映画
- BU・SU（1987年） - 桜子
- バカヤロー!2 幸せになりたい。（1989年） - おばさん
- ファンシイダンス（1989年） - マドンナ
- ザ・中学教師（1992年） - 文子
- ちぎれた愛の殺人（1993年）
- 夜逃げ屋本舗2（1993年）
- 病院なんか怖くない。ボクが病気になった理由2（1994年） - 立川礼子
- 静かな生活（1995年）
- 東京兄妹（1995年） - 林桂子
- 学校の怪談（1995年） - 千葉一・均の母
- トキワ荘の青春（1996年）
- 卓球温泉（1998年） - 春さん
- お受験（1999年） - 橘深雪
- 秘密（1999年） - 亀田
- 双生児 (映画)（1999年） - 俊子
- 十三番目の人格 ISOLA
- オーディション（2000年） - 柳田美千代
- ざわざわ下北沢（2000年）
- 狗神（2001年） - 沢田フサ
- 完全なる飼育 秘密の地下室（2003年）
- 陰陽師II（2003年） - 水菊
- ハサミ男（2005年）
- いぬのえいが（2005年）
- ラブレター 蒼恋歌（2006年） - 尾崎良太の母
- ゲゲゲの鬼太郎（2007年） - 田中さち子
- 少年メリケンサック（2009年） - 清水サチ子
- 悪人（2010年）
- 横道世之介（2013年） - 与謝野家お手伝い
- 半径3キロの世界（2013年、菊池清嗣監督）
- ばしゃ馬さんとビッグマウス（2013年11月2日、吉田恵輔監督）
- WOOD JOB! 〜神去なあなあ日常〜（2014年） - 平野勇気の母
- オー!ファーザー（2014年5月24日、藤井道人監督）
- 私の男（2014年6月14日、熊切和嘉監督） - タクシー会社の事務員
- 母と暮せば（2015年12月12日、山田洋次監督） - 富江
- 白鳥麗子でございます! THE MOVIE（2016年） - 秋本正恵
- さそりとかゑる（2019年） - スナック絵梨香のママ
- キネマの神様（2021年） - 淑子の母
- はい、泳げません（2022年）[5]
- こんにちは、母さん（2023年）- 足袋屋の客
- あんのこと（2024年） - 恵美子[6]

### 舞台
- セツアンの善人
- 悪霊（下女の恋）
- カノン
- デジャ・ヴユ01
- 三人姉妹
- 喜劇・地獄めぐり
- おかしな2人
- マダラ姫
- 甘え（青山円形劇場）
- オフィス3○○「ゲゲゲのげ〜逢魔が時に揺れるブランコ〜」（2011年8月1日-23日、杉並区立杉並芸術会館）
- 鎌塚氏、放り投げる
- 鎌塚氏、すくい上げる
- Paco〜パコと魔法の絵本〜 from「ガマ王子vsザリガニ魔人」（2014年） - 木之元 役
- ハムレットQ1（2024年） - ガートルード 役[7]
- 鯨よ!私の手に乗れ・りぼん（2025年）[8]